# 川地洋平
川地 洋平（かわち ようへい、1998年1月19日 - ）は、毎日放送（MBS）のアナウンサー。

## 来歴
愛知県名古屋市出身。愛知県立千種高等学校から法政大学社会学部に進学。4歳から競泳を始めると、高校生時代にはハンドボール、大学生時代には水球に打ち込んでいた。その影響でスポーツ中継の実況を志しているほか、「肩甲骨の動きだけで煎餅を割る」という特技を持つ。大学生時代には東京で親族と同居していたが、実父が関西地方に一時単身で赴任していた関係で、アンディ・シーツが在籍していた時期から阪神タイガースを応援している。同大学在学中は、稲増龍夫が主宰するゼミへ所属するとともに、稲増が代表顧問を務める学内の自主マスコミ講座でアナウンサーコースを受講していた。その一方で、デジタルコンテンツの制作やドローンの操作実習なども経験。3年時（2018年度）に学内で開かれた第14回デジタルコンテンツ・コンテストでは、『苦悩』というタイトルで制作した動画が、動画部門の入賞作の1つに選ばれた。卒業後の2020年4月1日付で、山崎香佳と共に、アナウンサーとして毎日放送に入社した。同社は1959年3月1日（当時の社名は「新日本放送」）からテレビ放送事業（1975年3月31日のネットチェンジ以降はJNNに加盟）とラジオ放送事業（JRNとNRNに加盟）を兼営してきたが、2021年4月1日付でラジオ放送事業を「株式会社MBSラジオ」へ移管する。このため、川地はテレビ・ラジオ兼営体制の同局へ最後に入社した男性アナウンサーにあたる。
入社後の2020年8月14日に、『ありがとう浜村淳です』の「朝からようこそ」（10時台のゲストコーナー）で、山崎と揃ってMBSラジオの番組へ初めて出演した。同月18日13時台に、ラジオの『MBSニュース』（『こんちわコンちゃんお昼ですょ!』への内包分）で「初鳴き」（初めての番組担当）。同日の14時台には、自己紹介を兼ねて『ちちんぷいぷい』へ山崎と共に出演した。同番組では、2020年の9月から「フレ!フレ!スポーツ」（スポーツ関連のロケ取材企画）を担当。さらに、「サントリー1万人の第九 38年目の“夢”プロジェクト」（毎日放送の主催による「奇跡の『第4楽章』リモート合唱企画」）において、合唱未経験ながら総指揮・佐渡裕からの任命によって「アンバサダー」（親善大使）を務めた。
『ちちんぷいぷい』が2021年3月12日で終了してからは、同月29日スタートの後継番組『よんチャンTV』にレギュラーアナウンサー（金曜日の中継担当）として出演する一方で、スポーツアナウンサーとしても活動。同月開幕の第93回選抜高等学校野球大会からGAORA（毎日放送の関連会社）と「センバツLIVE!」（インターネット上のライブ配信）向け中継の実況陣に加わると、一部の中継でスポーツ実況へのデビューを果たした。
毎日放送がテレビ単営局へ移行した2021年4月1日からは、アナウンス職のまま同社の総合編成局（同日付で新設）へ在籍する一方で、株式会社MBSラジオが制作・放送する番組にも「MBSアナウンサー」として出演。『よんチャンTV』へのレギュラー出演を2023年3月で終了してからは、テレビ・ラジオを通じて、スポーツ中継や関連番組を主に担当している。

## 現在の担当番組
- MBSニュース（テレビ・ラジオとも）
  - 深夜～早朝帯の宿直勤務へ定期的に就いている関係で、2021年10月から『THE TIME,』（TBSテレビ制作の全国ネット番組）内のローカルニュース&気象情報（午前6時台の「エリア情報」枠）・ローカルニュース（午前7時台の同枠＝プロ野球シーズン中の月曜日は阪神タイガースの情報コーナーに充当）へ定期的（同年3月までは隔週で火曜日・木曜日→4月以降は毎週月曜日）に出演。2022年4月からは、『THE TIME,』に続いて『ありがとう浜村淳です』（MBSラジオ）内の定時ニュース（9時台）も担当している。
  - 阪神・淡路大震災が発災した1月17日の発災時刻（5時46分）前後に関西ローカルで放送される震災関連の報道特別番組でも、「震災を知らない世代」ながら、入社2年目（2021年度＝2022年）に「阪神・淡路大震災　1．17のつどい」（神戸市の東遊園地で開かれる追悼行事）生中継の進行と事前取材を任されていた（2023年は前田春香が担当）。
- スポーツ中継（野球・ラグビー・ゴルフなど）
  - 野球中継の実況陣に初めて加わった2021年の第93回選抜高等学校野球大会では、1回戦2試合の中継で実況。初担当は3月23日の広島新庄対上田西戦。翌24日の敦賀気比対常総学院戦では、選抜大会史上初めて適用されたタイブレーク（延長12回裏までに決着が付かなかったことに伴う13回の攻撃）の試合を伝えた[13]。
  - MBSラジオのプロ野球中継（『MBSベースボールパーク』）には、2021年からベンチリポートで随時出演。2022年5月31日の阪神対埼玉西武ライオンズ戦（阪神甲子園球場）中継からは、実況も担当している。また、阪神のナイトゲームが最初から組まれていない日（主に日曜日）の夜間にナイトゲーム中継の基本放送枠へ編成される『MBSベースボールパーク番外編』に、2021年5月2日（日曜日）放送分から随時出演。MBSラジオでナイターオフ期間に放送されるスポーツ情報番組にも、2021年度の『MBSベースボールパーク日曜日　KANOスポレディオ』でレギュラー出演を始めている。オリックスバファローズが東京ヤクルトスワローズと対戦した2022年の日本シリーズでは、MBSラジオがNRN向けに制作した第5戦（京セラドーム大阪）の中継（10月27日）で両チームのベンチリポートを担当。2023年7月18日のフレッシュオールスターゲーム（富山アルペンスタジアム）ラジオ中継（ニッポン放送の制作でMBSラジオでも放送）に、同局・STVラジオ・中国放送の若手スポーツアナウンサーと実況を分担する「リレー実況」に毎日放送から大村浩士（2年後輩）と参加したところ、8回表から最終イニング（9回表）までの実況を任された。
  - テレビのプロ野球中継では、2021年6月のGAORA二軍戦（ウエスタン・リーグの阪神戦）から実況、地上波（関西ローカル）向けの阪神戦中継でベンチリポーターを随時担当。太田幸司の解説で2022年7月8日の未明（7日の深夜）に関西ローカルで放送された「ビデオナイター」（ナイトゲームとして甲子園球場で7日に催された阪神対広島東洋カープ戦の録画中継）で、前述したラジオ中継に続いて地上波で初めて実況した。さらに、2021年の秋から、ゴルフ中継の実況班にも加入。同年11月には、GAORAのインターナショナルツアー・ダンロップフェニックストーナメント中継で、3日目・最終日のスタートホール担当として中継デビューを果たしている[14]。
- よんチャンTV
  - 番組開始の当初（2021年4月2日）から2023年3月31日まで、金曜日を中心に生中継リポートを担当[15]。2021年度にのみ放送されたスピンオフ番組の『土曜のよんチャンTV』にも、不定期で登場していた。
  - 2023年度にはスポーツアナウンサーとしての活動に事実上専念していたが、2024年4月改編でのリニューアルを機にレギュラー出演を再開。月曜日には三ツ廣政輝・大村浩士（いずれも同僚のスポーツアナウンサー）と交互に「月よんスポ」（スポーツ関連の解説・企画パート）を進行するほか、毎週金曜日には「丼マン」（どんぶりマン）と称して生中継企画（「川地アナの最旬!丼マン」）へ再び出演している。このような事情から、レギュラー出演の再開後は、毎日放送グループの制作で金曜日に放送されるスポーツ中継の担当を事実上外れている。

### ラジオ
- 豊永真琴のMBSミュージックパーク（2021年度 - ）
  - 『MBSベースボールパーク』を担当する他のスポーツアナウンサーと交互に、豊永真琴のパートナーを務めている。
- 裏方見聞ROCK!（2021年度以降のナイターオフ期間限定番組）
  - 2023年度から、水曜日にレギュラーで出演。
- コトノハ（不定期で出演）
  - 「コトノハ」（言葉）にこだわった毎日放送アナウンサー室制作の事前収録番組で、2021年10月4日から『ばんぱく宣言』の後枠（2023年9月25日までは毎週月曜日の21:45 - 22:00 → 同年10月2日以降は21:30 - 21:45）に放送。

## 過去の担当・出演番組

### テレビ
- ちちんぷいぷい
  - 2020年8月18日放送分に、自己紹介を兼ねて、「きょうの話題に」（14時台後半のコーナー）へ山崎と揃って出演。前述した「初鳴き」を1時間半前に終えていたことから、その模様を収録した映像も放送された。
  - 2020年9月10日放送分の「フレ!フレ!スポーツ」（スポーツ関連の取材コーナー）で、毎日放送への入社後初めてのロケ取材（パルクールなどの体験取材）とスタジオ報告を単独で担当。以降も、三ツ廣政輝と交互に同コーナーへ出演していた。第100回全国高等学校ラグビーフットボール大会前後の同コーナーでは、大会関連の取材リポートを単独で担当。
  - 2020年4月から2021年3月まで月・水曜日（2020年10月以降は水曜日）に放送されていた「へぇ～のコトノハ」（所属する毎日放送アナウンサー室の企画コーナー）には出演の機会がなかったものの、丑年である2021年の「年男」（24歳の男性）に当たることから、同年1月1日放送の『ちちんぷいぷい特別編　へぇ～のコトノハ新春スペシャル』で「丑」にちなんだ調査ロケを担当した。
  - 放送最終週に当たる「フィナーレウィーク」（2021年3月8 - 12日）では、毎日放送の「これから」を担うアナウンサーの1人として、「あれから生中継」（入社前の放送で先輩アナウンサーが取材した人物や場所を改めて紹介する企画）のリポーター[16]に起用。「フィナーレウィーク」第4日（11日）の生中継リポートで、最後の出演を果たした。
- MBSマンスリーリポート（2020年9月6日）
  - アナウンス研修中から『ちちんぷいぷい』初出演への直後まで、山崎と共に密着取材を受けた模様が放送された。
- 痛快!明石家電視台
  - 2020年10月26日放送分の「実際どうなん!?MBS若手アナウンサースペシャル」で初出演。明石家さんまなどの前で上半身裸になった末に、肩甲骨で煎餅を割った[17]。
- ミント! 水曜日（17時台の前半に放送されていた「川地が見んと!」のロケ取材とスタジオ報告を担当）
  - 「川地が見んと!」は「大吉が見んと!」（MCで先輩アナウンサーの大吉洋平が番組開始当初から取材報告を担当）の水曜分を継承した調査取材企画で、2020年11月11日から2021年2月24日までレギュラーで担当。毎日放送アナウンサーとしてのお披露目会見で「（名前が同じことにちなんだ）洋平が見んと!」と称して希望していた取材や大吉とのスタジオ共演が、自身の冠企画として実現した[10]。
- + music（2020年10月・11月放送分）
  - 「サントリー1万人の第九」第38回公演アンバサダーとしての活動の一環で、公演や「奇跡の『第4楽章』リモート合唱企画」の告知を兼ねて、「1万人の第九」に関するクイズ企画を進行。
- 三度の飯よりアレが好き!（不定期）
  - 放送期間（2022年度）において毎日放送での社歴が5年目以下（自身と山崎は3年目）のアナウンサーが、スタジオMCやロケリポートを交互に担当していた番組。

2020年10月からは一時、放送予定のテレビ番組を紹介する関西ローカル向けスポットCMのオープニング映像にも単独で登場していた。

### ラジオ
- ありがとう浜村淳です（2020年8月14日、山崎と揃って「朝からようこそ」へゲスト出演）
- 茶屋町ヤマヒロ会議（2020年10月4日、山崎および関岡香と共にゲスト出演）
- MBSナイトポケット　ツイミュー!（2020年11月17日の20:00 - 21:50に生放送、山崎および上泉雄一と共にパーソナリティを担当）
- MBSマンデースペシャル「桜井一枝のそれそれ!?リクエスト」（2021年2月8日、桜井一枝のパートナーを担当）
- 福島のぶひろの、こいつぁ春から、ぁ縁起が～いいんじゃない?（2021年1月2日）
  - 「福島のぶひろ」（福島暢啓）と関岡香（いずれも先輩アナウンサー）がパーソナリティを務める新春特別番組で、「アナ1年目&フリー1年目　飛躍の年でいいんじゃない?」（14時台のコーナー）へ、山崎や「フリー1年目」の石井亮次（中部日本放送→CBCテレビ出身のフリーアナウンサー）と共にゲスト出演。
- あどりぶラヂオ（不定期）
  - 2020年10月28日未明放送分から、事前収録によるトークパートを単独で担当。2021年9月2日未明の生放送で、全編のパーソナリティを1度だけ務めた。
- ～MBS茶屋町ゴルフ倶楽部～Sunday Morning Shot!（2023年9月25日まで毎週日曜日の6:20 - 6:45に放送）
  - 毎日放送アナウンスセンターの「ゴルフ（中継）班」に所属している先輩のスポーツアナウンサー（馬野雅行・井上雅雄・金山泉）と交互に進行役を担当。
- ばんぱく宣言 われら21世紀少年団
  - 2020年9月7日放送分に、山崎と揃って初出演。2025年日本国際博覧会（大阪・関西万博）関連の番組であることにちなんで、名古屋市内で生活していた小学生時代に、地元の愛知県内で開催された2005年日本国際博覧会（愛・地球博）を通算で11回訪れていたことを明かした[18]。
  - 2020年の10月改編から、先輩アナウンサーの辻沙穂里に代わって、山崎と共にパーソナリティ陣へ加入。実際には2023年9月11日放送分を最後に出演が途絶えているが、番組の公式サイトでは、山崎などと共に「21世紀少年団の『団員』」と扱われている。
- 西村麻子のええなぁ!（2022年8月11日）
  - 通常は『上泉雄一のええなぁ!』というタイトルで放送されているが、上泉の夏季休暇に伴って西村麻子（いずれも先輩アナウンサー）をパーソナリティ代理に起用していたことから、1日限定で改題していた。西村は本来木曜日のパートナーで、当初は金山を「パートナー代理」に立てることが告知されていたが、金山が新型コロナウイルスに感染したことを受けて「パートナー代理の代理」として急遽出演。

## 連載記事
- 『スポーツニッポン』大阪本社発行版「およげ!かわちくん」（2021年5月から1年間にわたって奇数月に1回のペースで掲載）